# Colin McCahon
Colin John McCahon (Timaru, 1er août 1919 – Auckland, 27 mai 1987) est un important peintre néo-zélandais. Avec Toss Woollaston et Rita Angus, il est crédité d'avoir introduit le modernisme dans l'art de la Nouvelle-Zélande au début du XXe siècle. Il est considéré par certains comme le plus grand peintre du pays,.

## Biographie
McCahon est né à Timaru le 1er août 1919 dans une famille d'origine irlandaise. Il a passé ses premières années à Dunedin avec sa mère, puis à Oamaru. Il a rapidement montré de l'intérêt pour l'art, intérêt stimulé par le travail de son grand-père maternel, le peintre et photographe William Ferrier, ainsi que par des visites régulières d'expositions.
Il a étudié à l'école primaire de Maori Hill, puis à Otago Boys' High School (en). À 14 ans, il a commencé à assister aux cours d'art donnés par Russell Clark le samedi matin, avant d'entrer à l'école d'art de Dunedin (en) (1937–39), où il a été influencé par Robert Nettleton Field. Il a exposé pour la première fois à l'Otago Art Society en 1939.
Au début de la Seconde Guerre mondiale, McCahon a travaillé dans les industries prescrites pour l'effort de guerre. Il a ensuite voyagé dans toute l'Île du Sud en faisant des travaux saisonniers. Son œuvre de cette époque reflète les lieux qu'il a visité, particulièrement la région de Nelson.
Ses premières œuvres de maturité sont des peintures religieuses et des paysages symboliques tels que The Angel of the Annunciation, Takaka: Night and Day, et The Promised Land, créées dans les années de l'immédiat après-guerre.

### Vie de famille
McCahon a épousé une collègue artiste, Anne Hamblett (1915–1993), en 1942 à l'église Saint-Matthieu, à Dunedin. Parmi leurs cadeaux de mariage, ils ont reçu The Geomorphology of New Zealand de Charles Cotton (1922), qui a eu beaucoup d'influence sur son œuvre.
McCahon et Hamblett ont eu quatre enfants.

### Carrière
En 1948, le couple a déménagé à Christchurch.
Grâce à la générosité de Charles Brasch (poète et fondateur du journal littéraire Landfall), McCahon a pu passer juillet et août 1961 à Melbourne pour étudier la peinture à la National Gallery of Victoria.
En mai 1953, McCahon et sa famille ont déménagé à Titirangi, dans la banlieue d'Auckland, où ils ont acheté une maison. En partie à cause de cela, « à cette époque, ses paysages représentent des plages, la mer, le ciel, la terre, des bateaux et des arbres kaori... ». Il a commencé à travailler à l'Auckland Art Gallery, d'abord comme agent d'entretien, puis gardien, et enfin, en avril 1956, comme vice-directeur. Il a contribué à la professionnalisation de la galerie et aux premières expositions et publications consacrées à l'histoire de l'art néo-zélandais.
Entre avril et juillet 1958, McCahon et sa femme se sont rendus aux États-Unis pour prendre contact avec les galeries, mais aussi pour voir les œuvres qui l'intéressaient. Des ensembles comme The Wake et les Northland Panels traduisent sa réponse immédiate à cette visite, et le développement de son style s'est accéléré au cours de la décennie suivante.

### Enseignement et expositions
En 1960, la famille s'est installée dans une maison dans le centre d'Auckland, et en août 1964 McCahon a quitté son poste à l'Auckland Art Gallery pour donner des cours de peinture à l'Elam Art School de l'Université d'Auckland. Il y a enseigné six ans, influençant une génération d'artistes.
Au cours de ces années 1960, McCahon a rencontré de plus en plus de succès, aussi bien en Nouvelle-Zélande qu'à l'international. En janvier 1971, il a quitté son poste d'enseignant pour peindre à plein temps.
Les années 1970 ont été très productives, avec de nombreuses expositions. Une deuxième rétrospective de son œuvre a été présentée en 1972 à l'Auckland Art Gallery (la première, avec Toss Woollaston, avait eu lieu en 1963).

### Dernières années
À la fin des années 1970, la santé de McCahon a commencé à se dégrader à cause de son alcoolisme chronique, et à partir du milieu des années 1980 il a été atteint de démence (syndrome de Korsakoff). En 1984, son exposition I Will Need Words a été présentée dans le cadre de la Biennale de Sydney, mais il n'était déjà presque plus capable d'apprécier les progrès de sa réputation internationale. Il est mort le 27 mai 1987 à l'hôpital d'Auckland. Ses cendres ont été dispersées le 6 juin 1988 sur le promontoire de Muriwai, au nord d'Auckland.
L'Auckland Art Gallery a présenté l'année suivante une autre rétrospective à son sujet, Colin McCahon: Gates and Journeys. D'autres expositions importantes ont eu lieu, en Nouvelle-Zélande et dans d'autres pays.

## Style et thématique
McCahon est surtout connu pour ses grands tableaux à l'arrière-plan sombre recouvert de textes religieux blancs. Il est aussi un peintre paysagiste, inspiré en partie par les écrits du géologue néo-zélandais Charles Cotton (1885-1970).
Ses thèmes ont parfois à voir avec le développement d'un nationalisme pictural. McCahon lui-même a traité du christianisme et du pacifisme en rapport avec son identité nationale, ou non.

### Influences
McCahon a développé sa propre version de l'expressionnisme, sous l'influence à la fois de Robert Nettleton Field (1899-1987) et de l'expressionnisme allemand[réf. nécessaire]. À l'école d'art de Dunedin, il a rencontré Rodney Eric Kennedy (en) (1909–1989), Doris Lusk, sa future épouse Anne Hamblett et Patrick Hayman. McCahon, Lusk et Hamblett, et dans une moindre mesure Hayman, ont été par la suite salués par le critique J. D. Charlton Edgar (1903–1976) comme « la première cellule d'art moderne en Nouvelle-Zélande ».
Durant sa visite aux États-Unis en 1958, McCahon a vu pour la première fois pour de vrai des peintures de Barnett Newman, Kazimir Malevich, Jackson Pollock, Mark Rothko, Piet Mondrian et Willem de Kooning. Il a été frappé par leur présence physique : des œuvres de Pollock, il a déclaré qu'elles étaient « des images pour passer devant ». Il a aussi été influencé par les installations d'Allan Kaprow et la sensation de traverser une œuvre plutôt que de passer simplement devant,. Après ce voyage, sa perception de l'espace et des proportions a été modifiée, notamment dans The Northland Panels, formé de huit panneaux monocouches sur toile hauts de presque 1,80 m.

### Paysages
Un thème permanent de l'art de McCahon est l'exploration du religieux. Ses paysages, en particulier, sont imprégnés d'un sens du spirituel. Plus ouvertement encore, il situe souvent des scènes de la Bible dans la Nouvelle-Zélande contemporaine. Son tableau Otago Peninsula (1949, collection de la Bibliothèque de Dunedin) est la réalisation d'une vision d'enfance inspirée par la péninsule d'Otago.
Le Musée de la Nouvelle-Zélande (Te Papa Tongarewa) décrit ses paysages comme « souvent rudes et vides (plutôt que pittoresques), soulevant des questions sur l'histoire humaine de ces paysages apparemment inhabités ».

#### Peintures de Muriwai
Dans la série Necessary Protection, McCahon représente la côte de Muriwai comme un lieu de nourriture spirituelle.

### Mots
Les grands formats des « peintures de mots » combinent les penchants de McCahon pour la religion et l'abstraction. Il a commencé à introduire des mots dans ses œuvres dans les années 1940, une évolution souvent critiquée par le public, mais qu'il estimait nécessaire pour communiquer directement avec ceux qui regardent son art.

Couverture du documentaire de (2004).

## Mc Cahon aujourd'hui
La maison de McCahon à Titirangi est aujourd'hui un petit musée consacrée au peintre et à sa famille. Elle est entourée de grands kaoris (au moins pour une banlieue). Sur le même terrain se trouve une maison-atelier qui accueille chaque année trois artistes en résidence, chacun pendant trois mois.
Le Stedelijk Museum d'Amsterdam lui a consacré en 2002 une grande rétrospective en le présentant comme « le premier peintre néo-zélandais moderne d'importance internationale majeure ».
En 2004, Television New Zealand a produit un documentaire à son sujet, Colin McCahon: I Am, réalisé par Paul Swadel (en).